# Mężczyźni w natarciu
Mężczyźni w natarciu (ang. The Babymakers) – amerykańska komedia przygodowa z 2012 roku w reżyserii Jaya Chandrasekhara. Wyprodukowany przez Millennium Entertainment.

## Opis fabuły
Audrey (Olivia Munn) i Tommy (Paul Schneider) bezskutecznie starają się o dziecko. Tommy podejrzewa, że jest bezpłodny. Decyduje się więc na desperacki krok. Postanawia napaść na bank spermy, w którym przed laty zdeponował swoje nasienie. Pomagają mu przyjaciele.

## Obsada
- Paul Schneider jako Tommy Macklin
- Olivia Munn jako Audrey Macklin
- Michael Yurchak jako Sommellier
- Wood Harris jako Darrell
- Kevin Heffernan jako Wade
- Nat Faxon jako Zig-Zag
- Lindsey Kraft jako Greta
- Constance Zimmer jako Mona
- Aisha Tyler jako Karen
- Tommy Dewey jako Todd

i inni